# Dansk fonologi
Danska är ett indoeuropeiskt östnordiskt språk och är nära besläktat med svenska och norska, och på längre håll med isländska och färöiska. Dansk fonologi är mycket mer komplicerad än vad motsvarande språknivå i andra germanska språk är. Till exempel har danska den så kallade støden för att urskilja ord som är lika men betyder olika saker.

## Konsonanter
Riksdanskan har 21 konsonanter:
|             | Bilabial | Bilabial | Labiodental | Labiodental | Alveolar | Alveolar | Alveopalatal | Palatal | Velar | Velar | Uvular | Glottal |
| ----------- | -------- | -------- | ----------- | ----------- | -------- | -------- | ------------ | ------- | ----- | ----- | ------ | ------- |
| Nasal       |          | m        |             |             |          | n        |              |         |       | ŋ     |        |         |
| Klusil      | pʰ       | b̥        |             |             | tˢ       | d̥        |              |         | kʰ    | ɡ̊     |        |         |
| Frikativ    |          |          | f           |             | s        |          | ɕ            |         |       |       |        | h       |
| Approximant |          |          |             | ʋ ʊ̯         |          | ð̞        |              | j ɪ̯     |       |       | ʁ̞ ɐ̯    |         |
| Lateral     |          |          |             |             |          | l        |              |         |       |       |        |         |

| Fonem | Uttal                       | Uttal                                             |
| Fonem | i stavelseansats            | i stavelsekod                                     |
| ----- | --------------------------- | ------------------------------------------------- |
| /p/   | [pʰ]                        | [bʰ]                                              |
| /b/   | [b̥]                         | [bʰ]                                              |
| /t/   | [tˢ]                        | [d]                                               |
| /d/   | [d̥]                         | [ð̞] efter vokaler, [d̥] i övrigt                   |
| /k/   | [kʰ]                        | [ɡ̊]                                               |
| /ɡ/   | [ɡ̊]                         | [ɪ̯] efter främre vokaler, [ʊ̯] efter bakre vokaler |
| /f/   | [f]                         | [f]                                               |
| /s/   | [s]                         | [s]                                               |
| /h/   | [h]                         |                                                   |
| /v/   | [ʋ]                         | [ʊ̯]                                               |
| /j/   | [j], [ɕ] med [s] eller [tˢ] | [ɪ̯]                                               |
| /r/   | [ʁ]                         | [ɐ̯]                                               |
| /l/   | [l]                         | [l]                                               |
| /m/   | [m]                         | [m]                                               |
| /n/   | [n]                         | [n], [ŋ] före /k/, med /g/                        |

Danska allofoner delas upp i 15 konsonantfonem, /p t k b d g m n f s h v j r l/, varav /p t k d g v j r/ har olika uttal i olika stavelseansatser och stavelsekoder.
[ɕ] förekommer endast när /j/ är tillsammans med /s/ och /t/. När [j] inte förekommer efter dessa fonem, kan inte /ɕ/ förekomma på något annat sätt. 
När /n/ följs av /g/ blir detta [ŋ], till och med när /n/ följs av /k/ uttalas detta som [ŋkʰ]. Fast i enstaka ord kan detta till och med uttalas som [ŋɡ̊].
När /p, t, k/ är tonlösa och aspirerade i stavelseansats blir dessa som [pʰ, tˢ, kʰ], och i tonande och aspirerade blir de som [b̥ʰ, d̥ˢ, ɡ̊ʰ] (kan dock också uttalas som [b̥, d̥, ɡ̊]).
/b, d, g/ är tonlösa i stavelseansatser: [b̥, d̥, ɡ̊]. I stavelsekoda /d, g/ och ibland /b/ är öppna: [ʊ̯ ð̞ ɪ̯/ʊ̯]. /g/ blir [ɪ̯] efter främre vokaler, [ʊ̯] och [-] efter i och u.
[ʋ, ʁ] kan ha viss friktion, men är vanligast uttalade som mjuka approximanter;

## Vokaler
Modern standarddanska har cirka 20 olika vokalljud. Dessa vokaler visas här nedan i en smal transkription. 

Monoftonger av danska vokalljud.